# Mélèze
Pour les articles homonymes, voir Mélèze (homonymie).
Taxons concernés
Parmi la famille des Pinaceae :
- Genres :
  - Larix
  - Pseudolarixmodifier

Mélèze est un nom vernaculaire ambigu en français. On appelle « mélèze » divers arbres des régions tempérées de l'hémisphère nord. Ils font partie de la famille des Pinaceae. Ils atteignent facilement 20-45 mètres de haut. Les forêts de mélèzes sont nommées mélézins.
Le mélèze perd ses aiguilles en automne et en hiver, a une masse volumique de 600 kg/m3 et c'est un bois mi-dur et hétérogène avec l'aubier apparent. Il est très apprécié en menuiserie, charpente et utilisé dans la construction de chalets.
Il s'agit d'espèces de deux genres distincts :
- Larix, avec, entre autres, le mélèze d'Europe, Larix decidua Mill (dont on tire la térébenthine de Venise), le mélèze laricin (ou mélèze d'Amérique) et le mélèze du Japon.
- Pseudolarix, avec le mélèze de Chine, Pseudolarix amabilis (J.Nelson) Rehder.

## Caractéristiques
Le mélèze est un des rares conifère à feuilles caduques. Son tronc est droit avec une écorce épaisse pouvant atteindre huit cm .

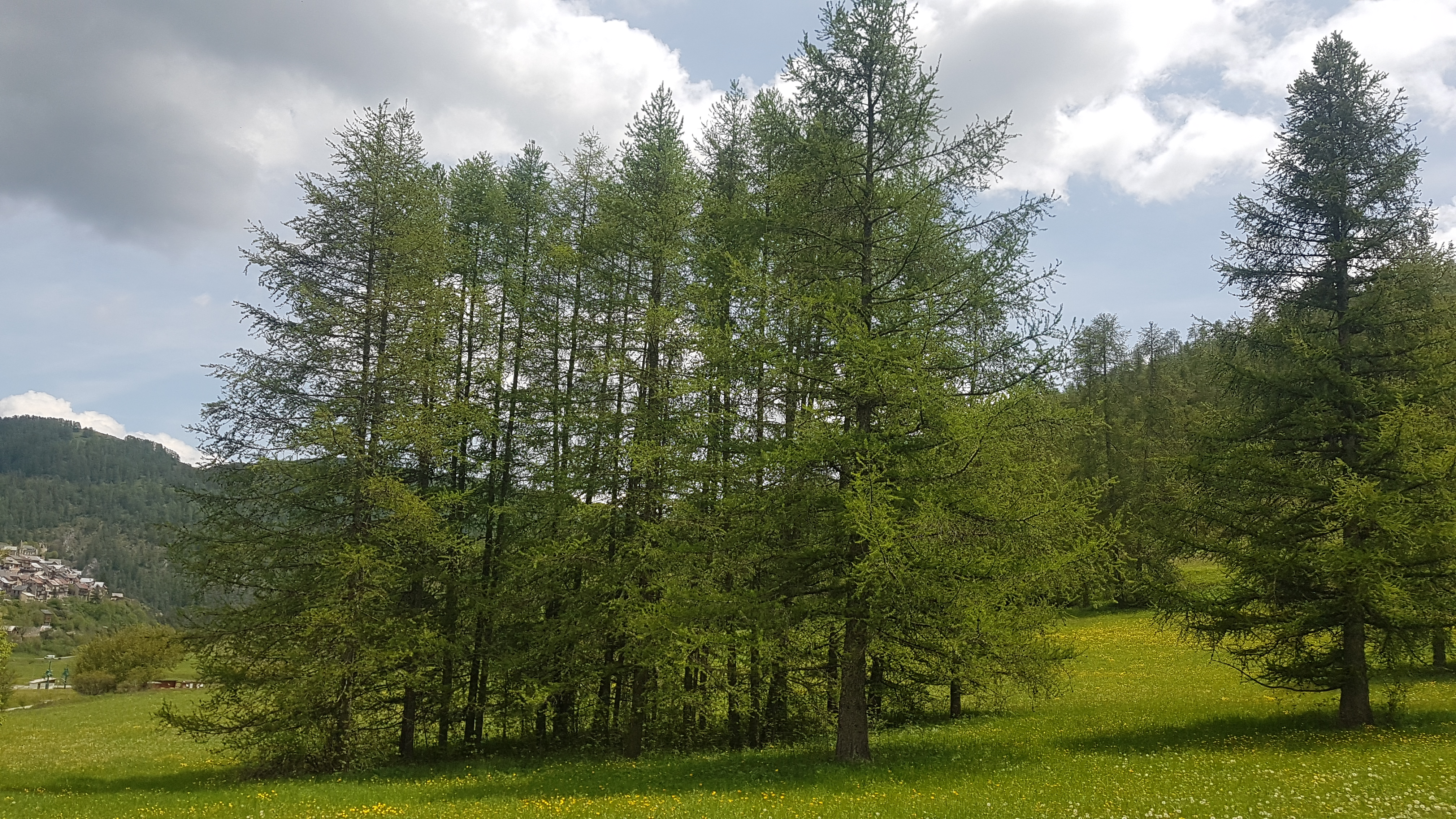
Bosquet de mélèzes.
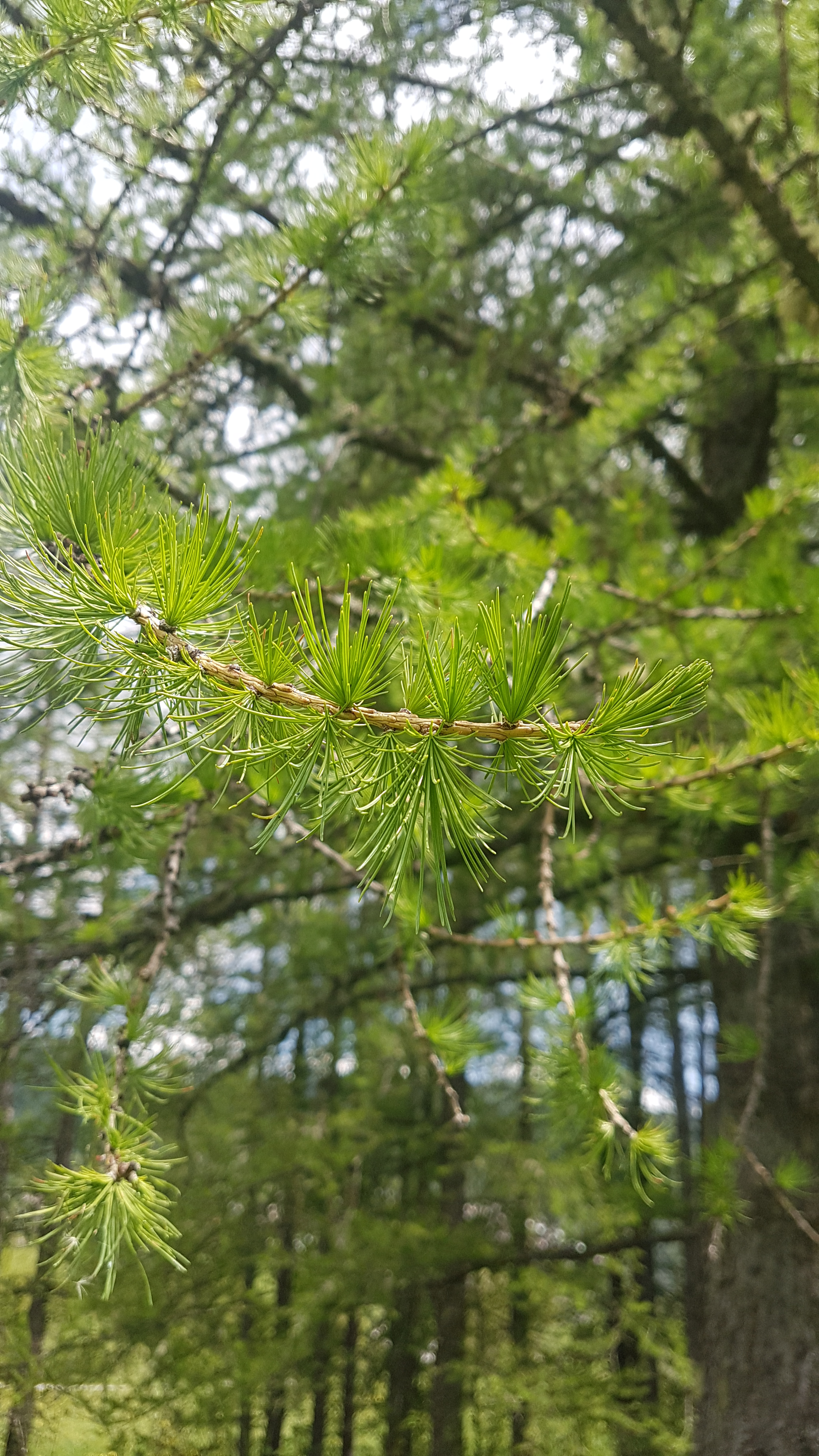
Aiguilles de mélèze.
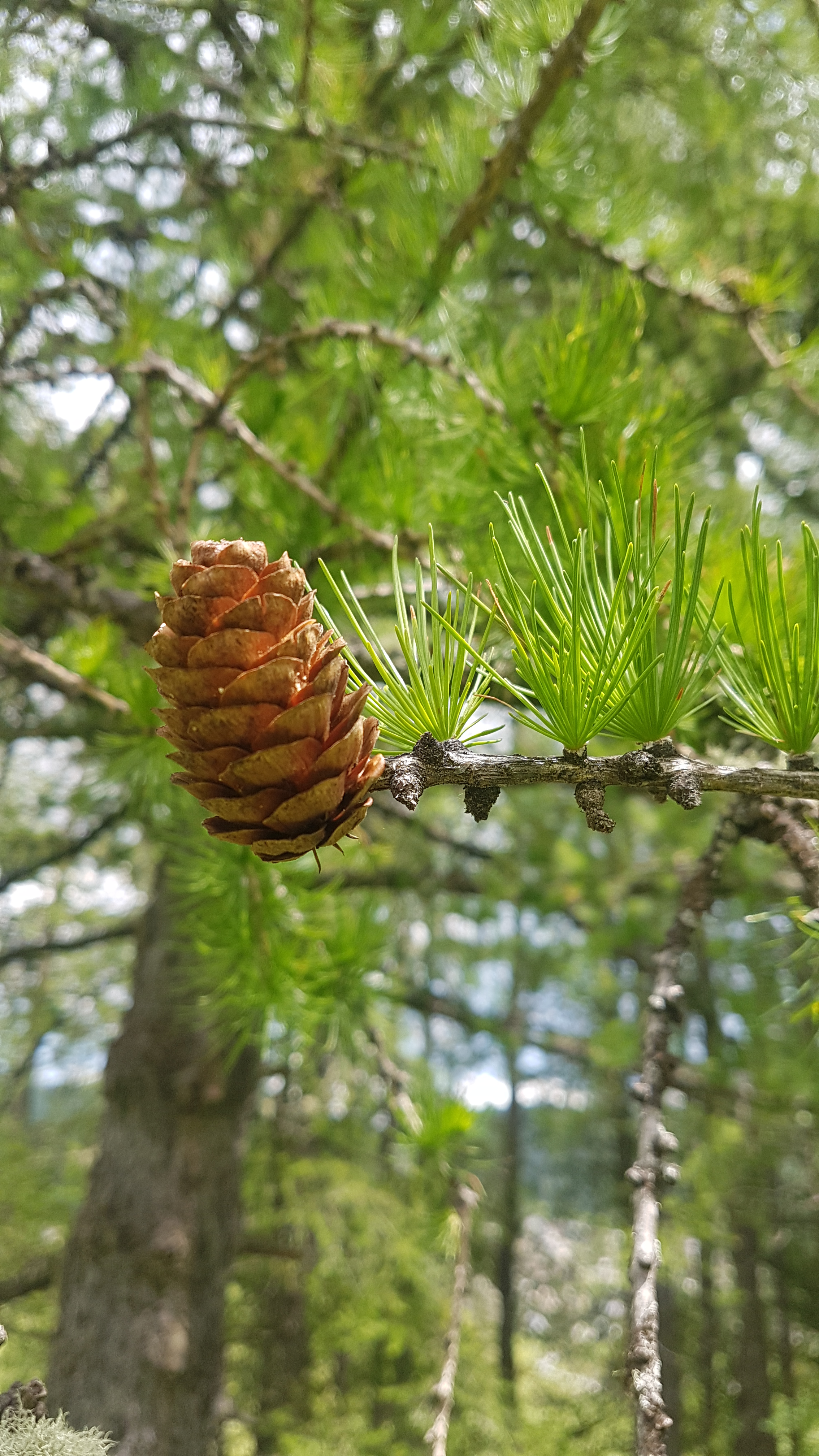
Cône de mélèze.

## Utilisations
| Durabilité naturelle     | Très bonne, classe 2 naturelle, longévité entre 50 et 100 ans employé en bardage |
| Densité                  | 600kg/m3                                                                         |
| Insectes de bois sec     | Durable - aubier distinct (risque limité à l'aubier), risque fongique L3         |
| Stabilité dimensionnelle | bonne stabilité, utilisable en usage structurel                                  |
| Imprégnabilité           | Classe 4 - non imprégnable                                                       |
| aspect du bois           | jaune à rose veiné de rouge                                                      |
| Utilisations             | Structure, charpente, Bardage, Terrasse si 100% hors aubier et ventilé           |

### Menuiserie

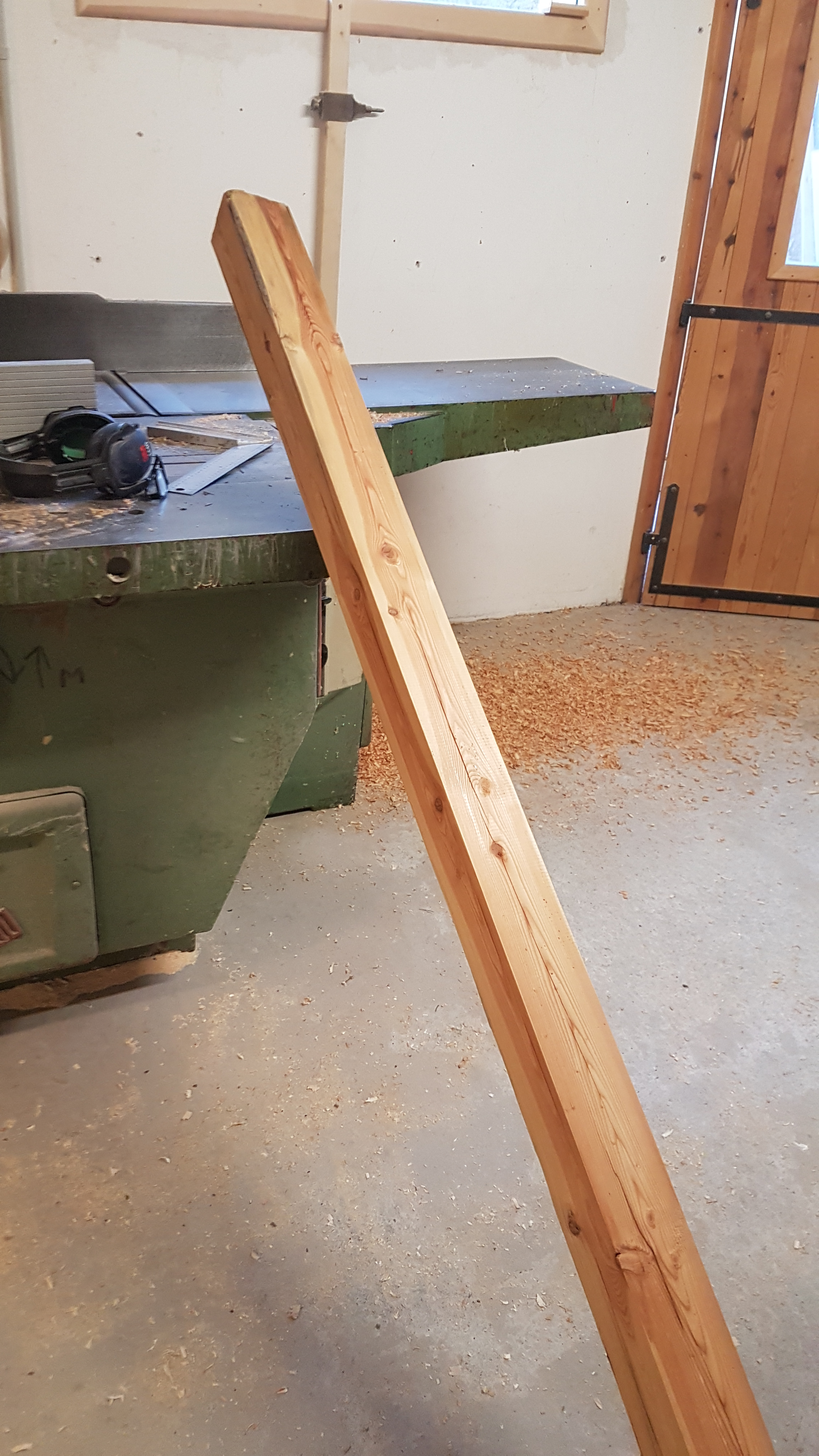
Carrelet de mélèze extrait d'une ancienne poutre.

En menuiserie, le mélèze est particulièrement utilisé pour la réalisation de fenêtres. Le bois est essentiellement apprécié par les menuiseries pour les applications en montagne.

### Charpente
Le mélèze est un bois qui continue d'évoluer lors de son utilisation en charpente. Il travaille et bouge au gré de son séchage. Une fois stabilisée dans son environnement, la poutre retravaillée peut à nouveau bouger ou se déformer. Si son nouvel environnement est sec, une poutre ancienne retravaillée dont l'aubier est retiré va se remettre à sécher, jusqu'à probablement se fissurer. Il est possible de limiter le travail du bois en utilisant des cires ou des huiles pour restreindre l'absorption d'humidité, ou le contraire, en fonction des variations hygrométrique de l'air ambiant. Ces enduits vont modifier l'aspect du bois. Celui-ci peut noircir, griser ou accentuer sa teinte rouge naturelle.

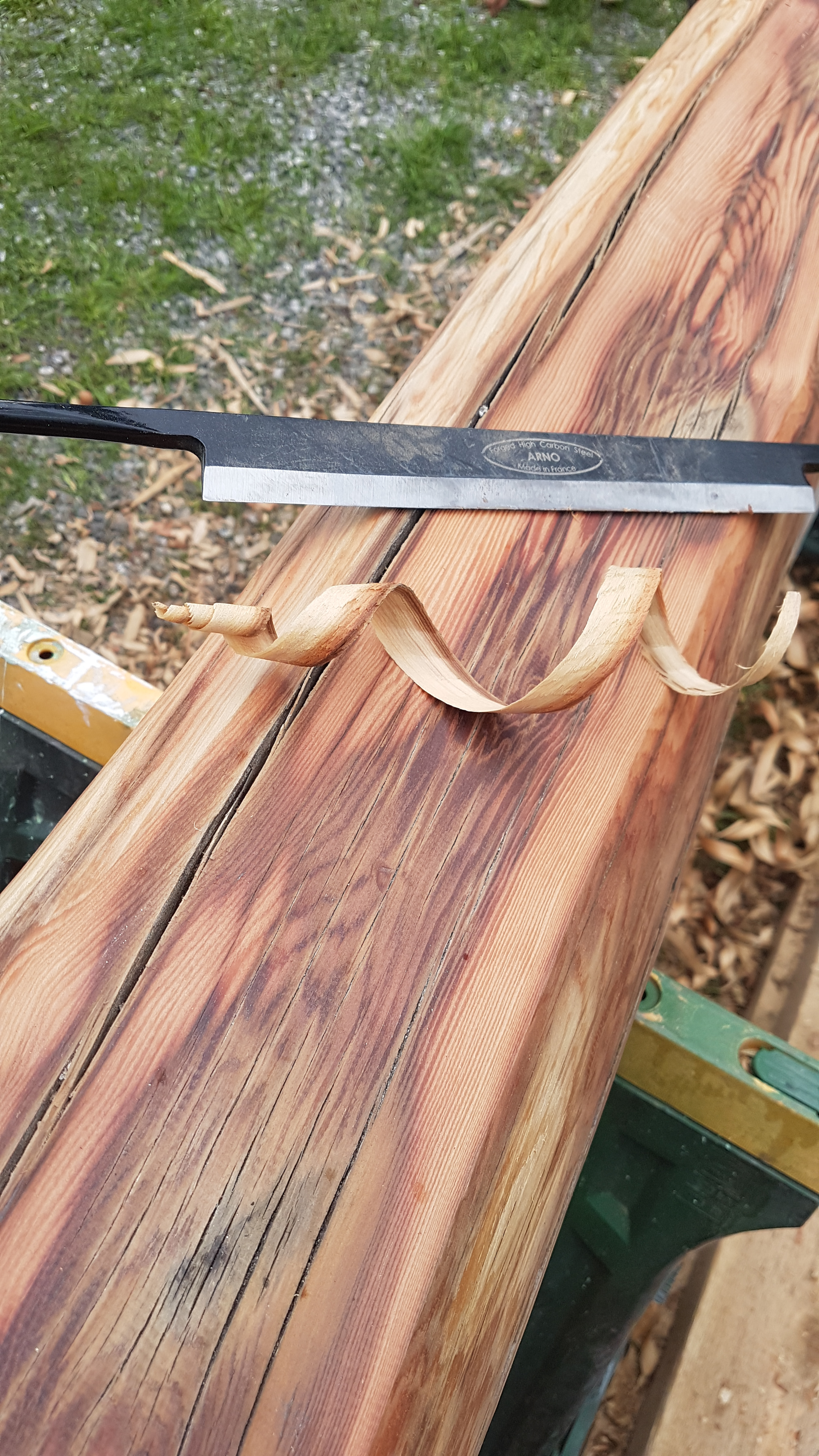
Travail d' une poutre ancienne de mélèze à la plane.
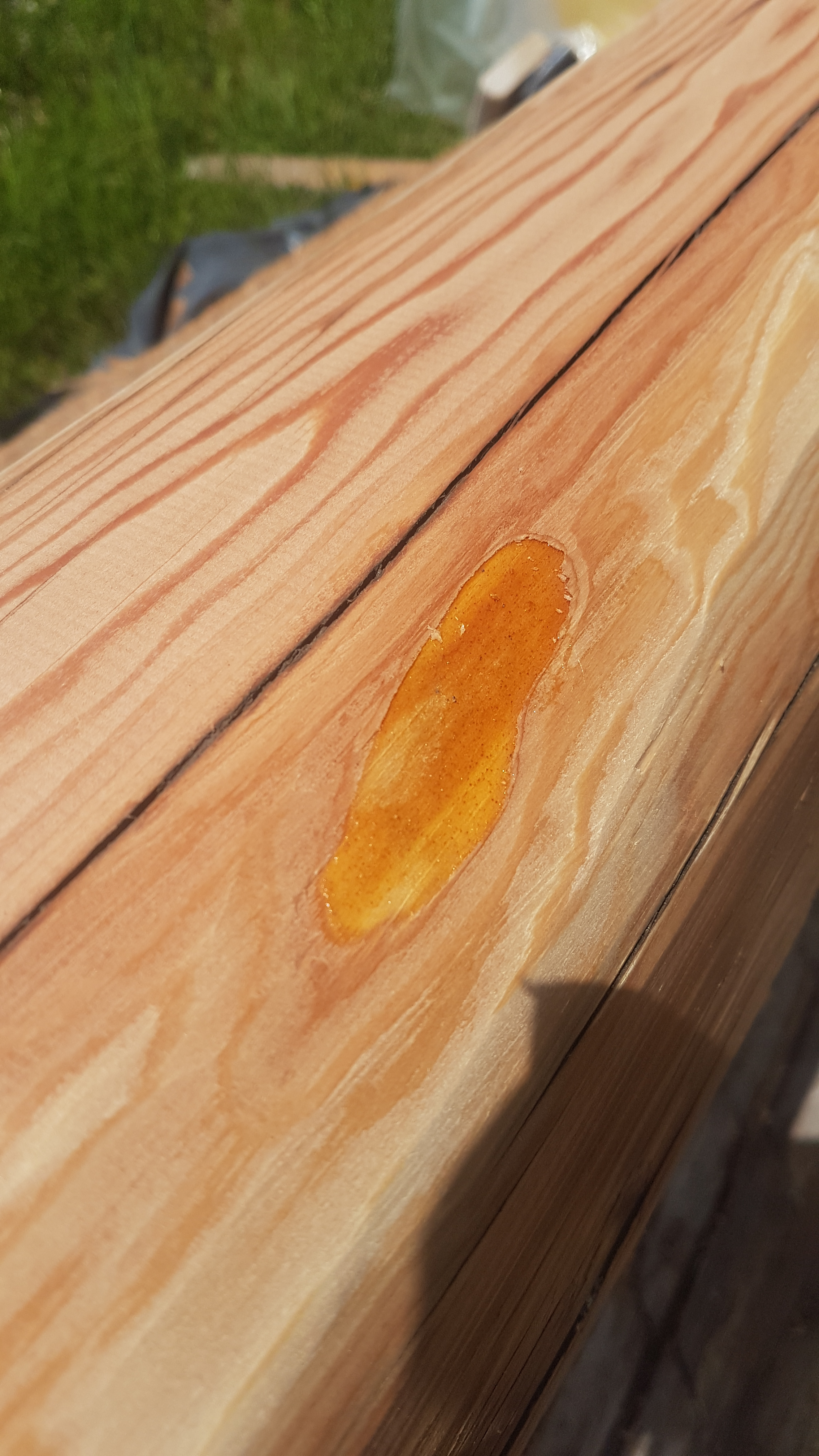
Résidu de résine sous l'aubier d'une poutre de 70 ans d'âge.
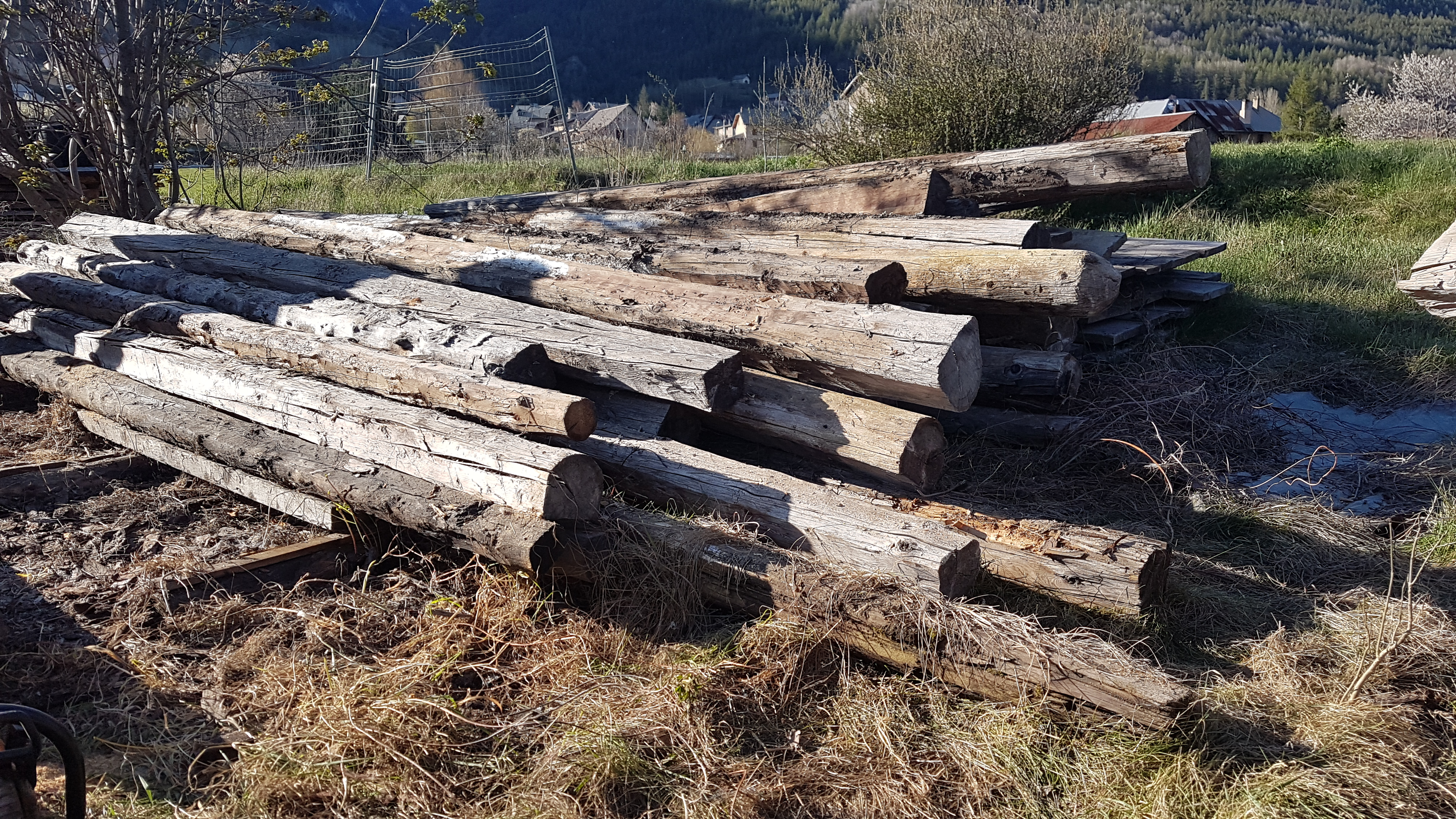
Tas de poutres de charpente en mélèze de 1947 à Briançon.
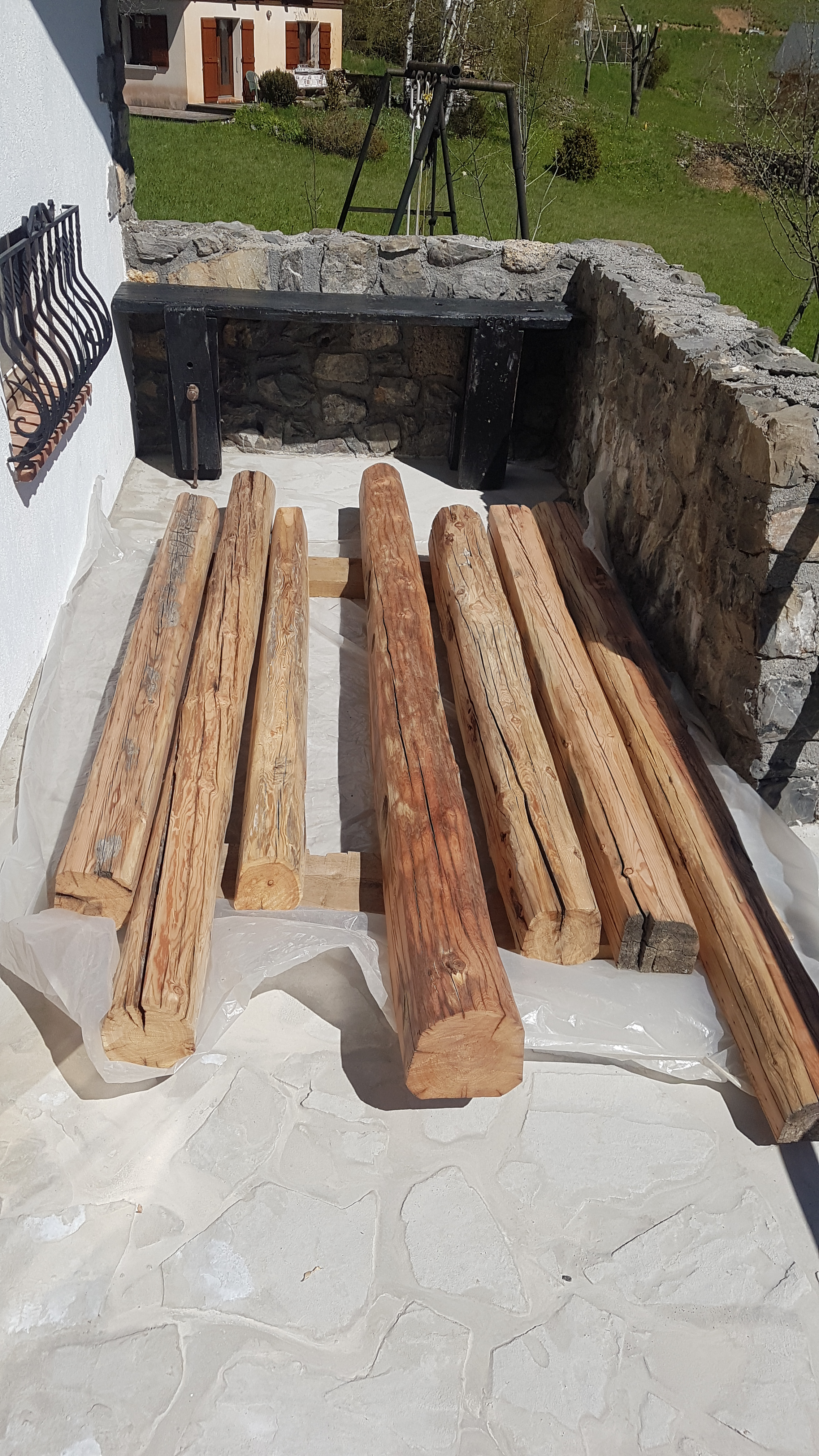
Poutre ancienne de mélèze dont l'aubier est retiré.
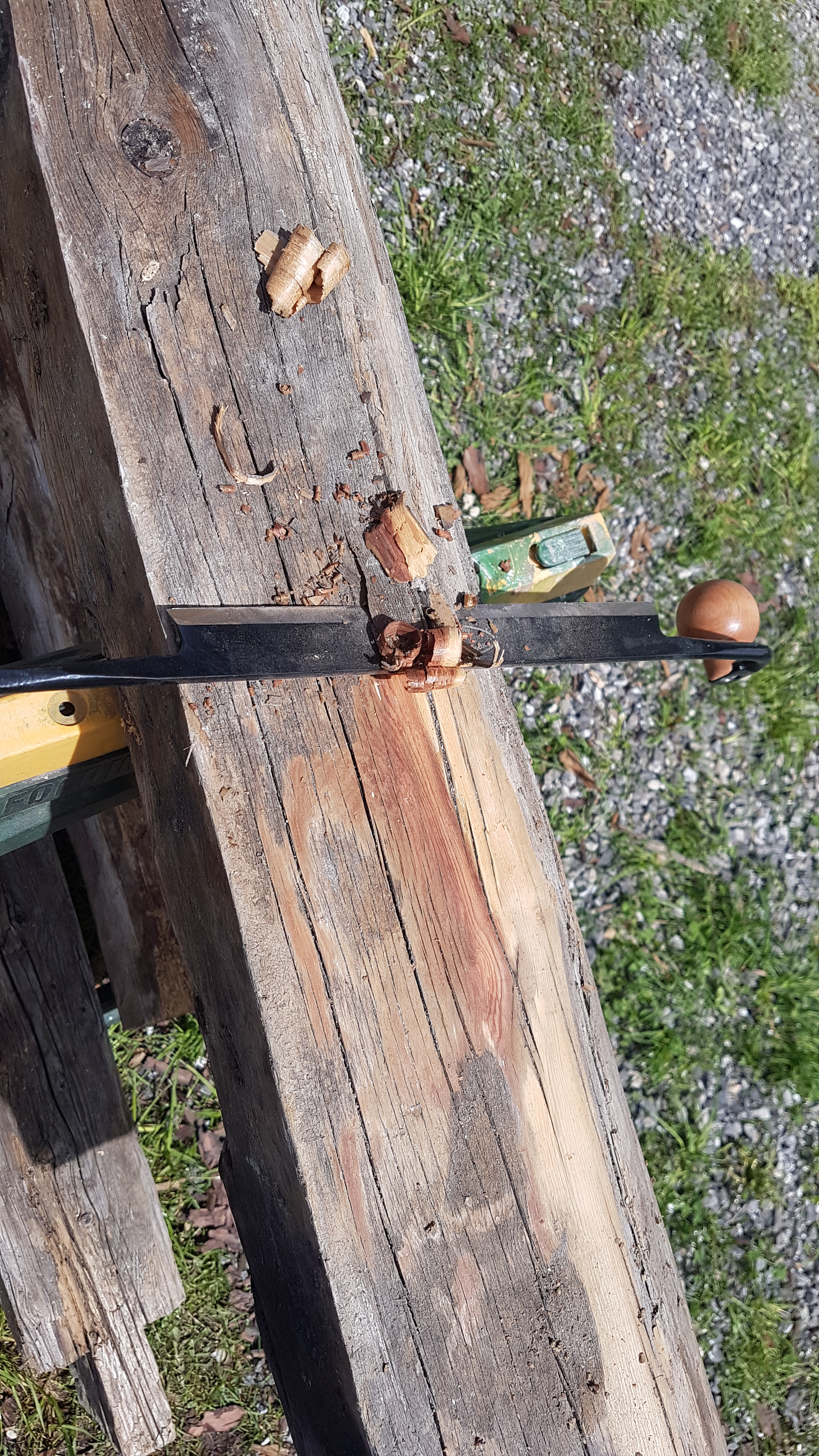
Ancienne poutre de mélèze grisée par les intempéries, le soleil et la pollution.
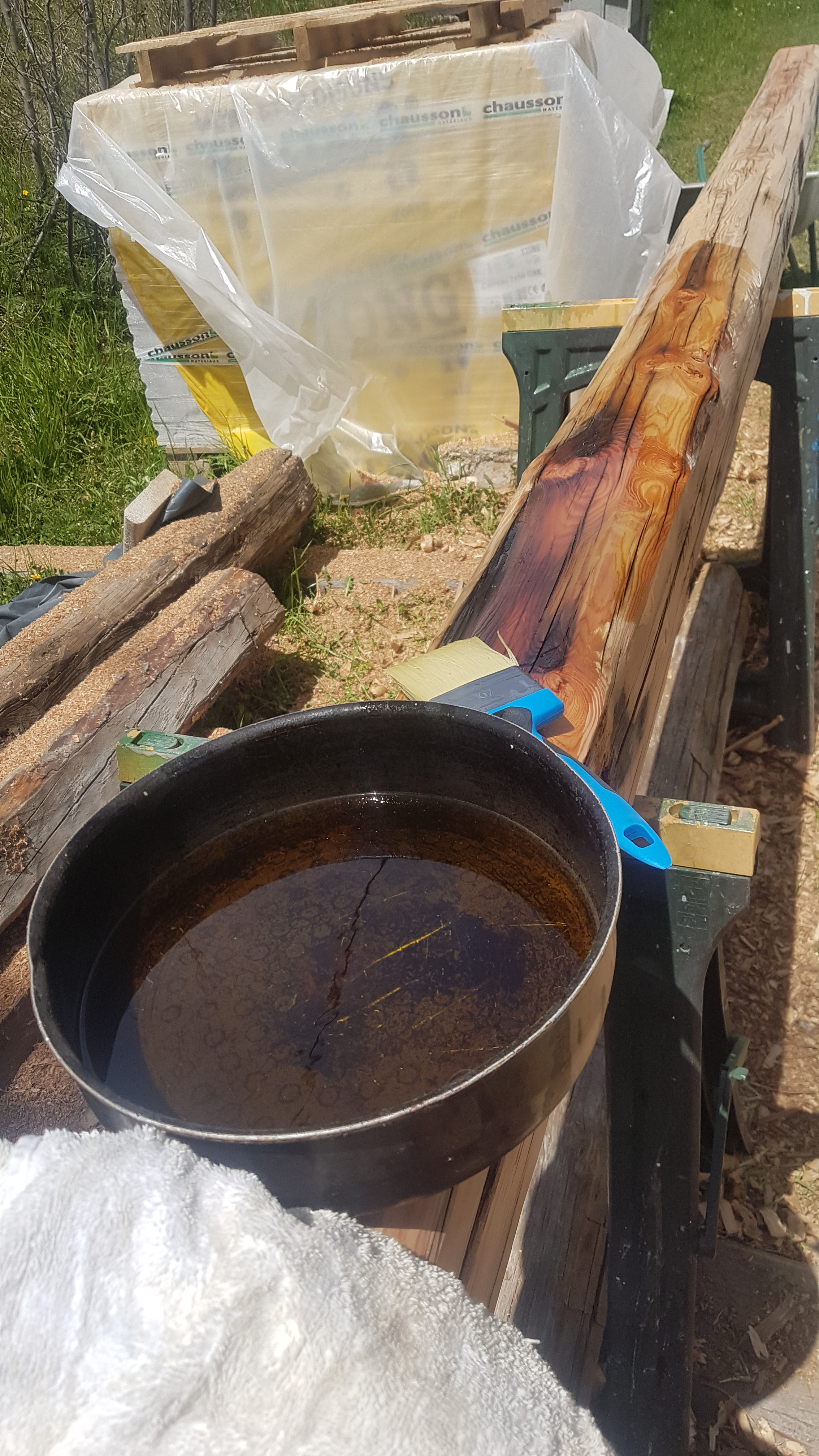
Traitement du mélèze à l'huile de lin et essence de térébenthine.
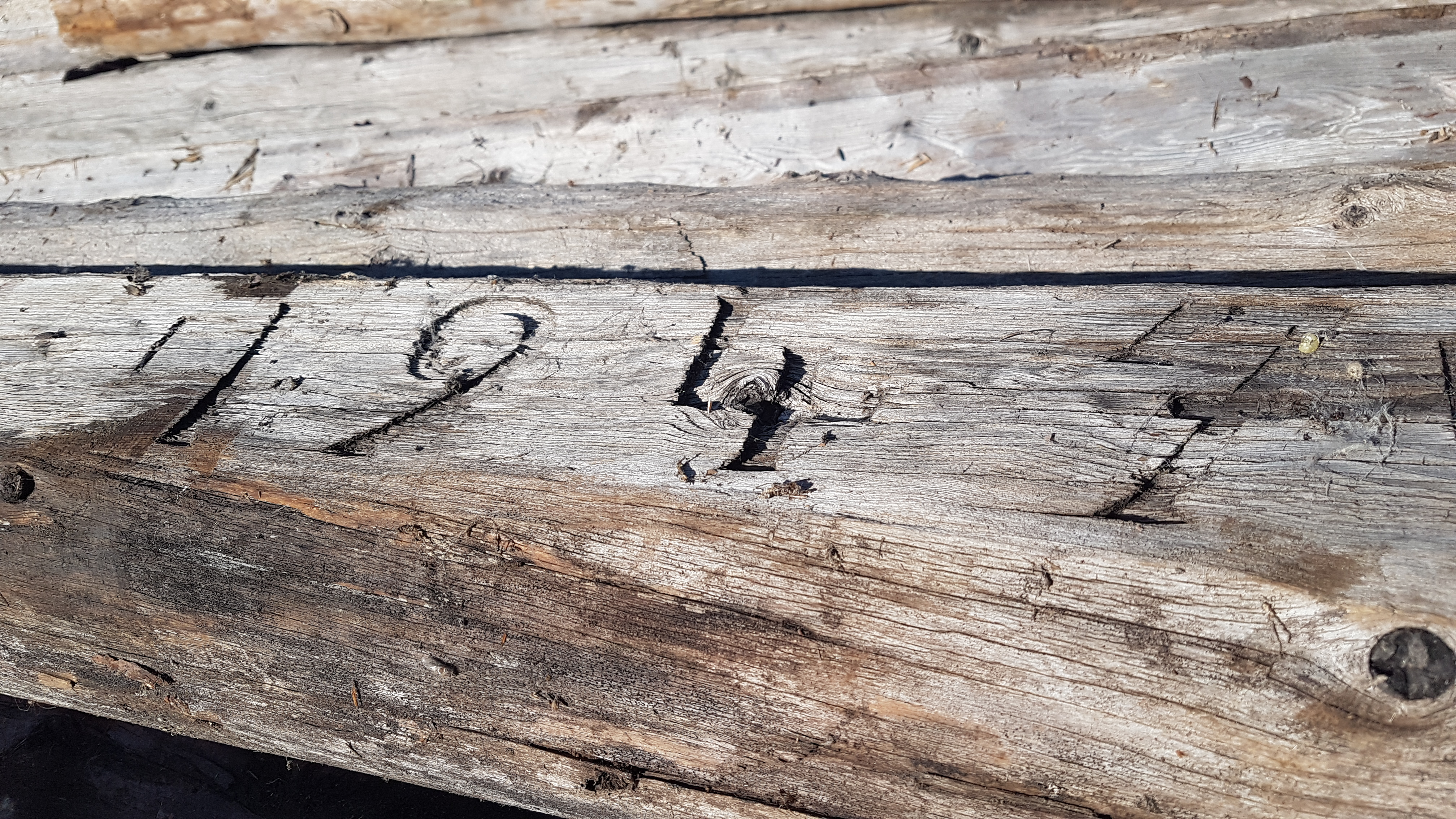
Date de construction sur une poutre en mélèze de Briançon.
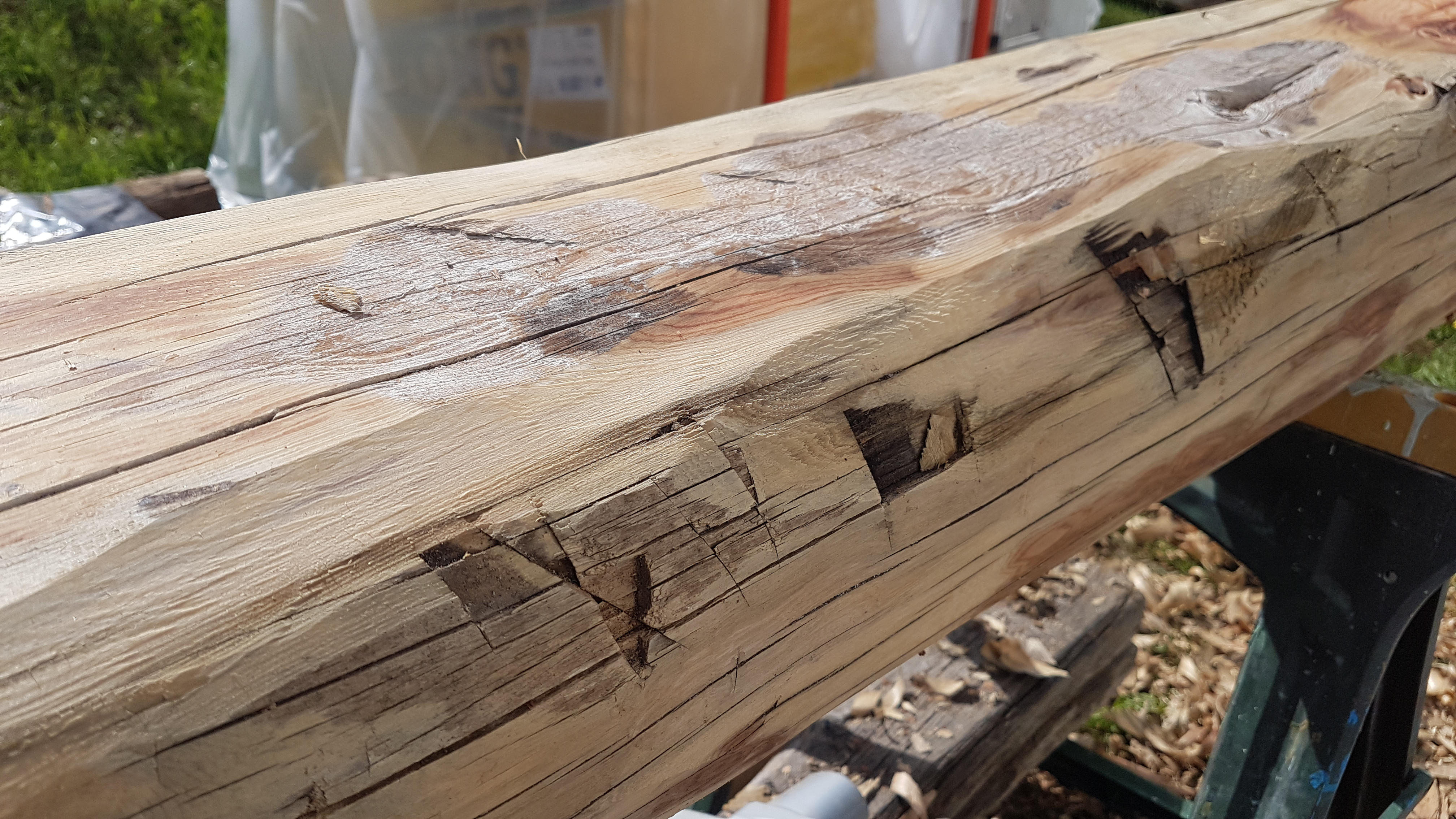
Marque d'équarrissage à la hache sur une poutre.
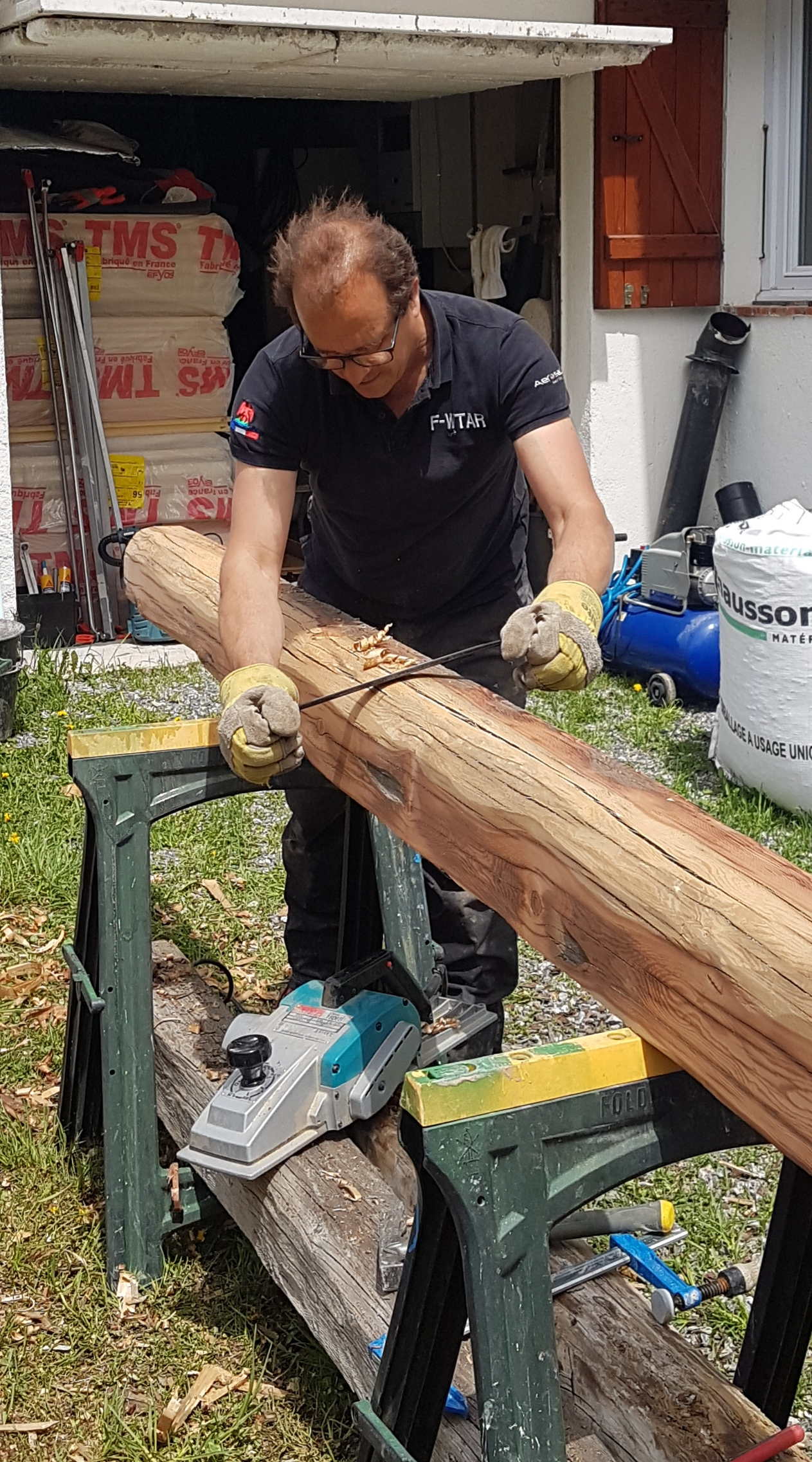
Travail à la plane pour retirer l'aubier tout en suivant le fil du bois et donner à la poutre une esthétique irrégulière.

### Bardage et bardeaux de toiture
La durabilité du mélèze dans son environnement montagneux lui permet d'être utilisé en bardage et en bardeaux de toiture. La densité conséquente de son bois lui confère une étanchéité tout à fait correcte. Une bonne ventilation reste cependant nécessaire pour que le bois conserve toutes ses qualités sur la durée.

### Mobilier
En montagne, le mélèze est de nos jours fréquemment utilisé pour concevoir du mobilier : tables, bancs, chaises, etc. Le bois peut être travaillé avec des techniques de brossage et de brûlage pour lui donner un aspect vieilli. Le mobilier en mélèze est souvent massif et assemblé avec des pièces d'acier brut ou des éléments de menuiserie traditionnelle.

### Source d'énergie
Le mélèze est un bois de chauffage classé catégorie G3. C'est la catégorie des résineux, qui offrent une bonne qualité de chauffe avec un pouvoir calorifique à l'avenant. La combustion est rapide et facile si le bois est sec. Il faut toutefois prendre en compte que comme tous les résineux, le mélèze génère escarbilles ou éclats de cendre ; son utilisation en cheminée ouverte demande donc quelques précautions. D'autre part, un bois mal stocké et humide va favoriser l'encrassement de la cheminée.

## Exploitation
En France, le mélèze est exploité dans les Alpes du sud, notamment sur les départements des Alpes-de-Haute-Provence et Hautes-Alpes qui affichent un taux de boisement de 56 %. 345000 grumes y sont récoltées annuellement.

### Abattage du bois d’œuvre
Pour le bois d’œuvre, l'usage de montagne est d'abattre le mélèze en lune descendante et pendant la période hors sève ( soit entre la chute des feuilles autour du 15 octobre et le solstice d'hiver). Cette période de l'année permet à l'arbre d'être en repos végétatif.

### Affouage
Le mélèze est une essence faisant partie des bois pour la consommation en bois de chauffage. La réglementation de l'affouage (Délivrance du bois de chauffage aux habitants) du mélèze est déterminée par le code forestier.

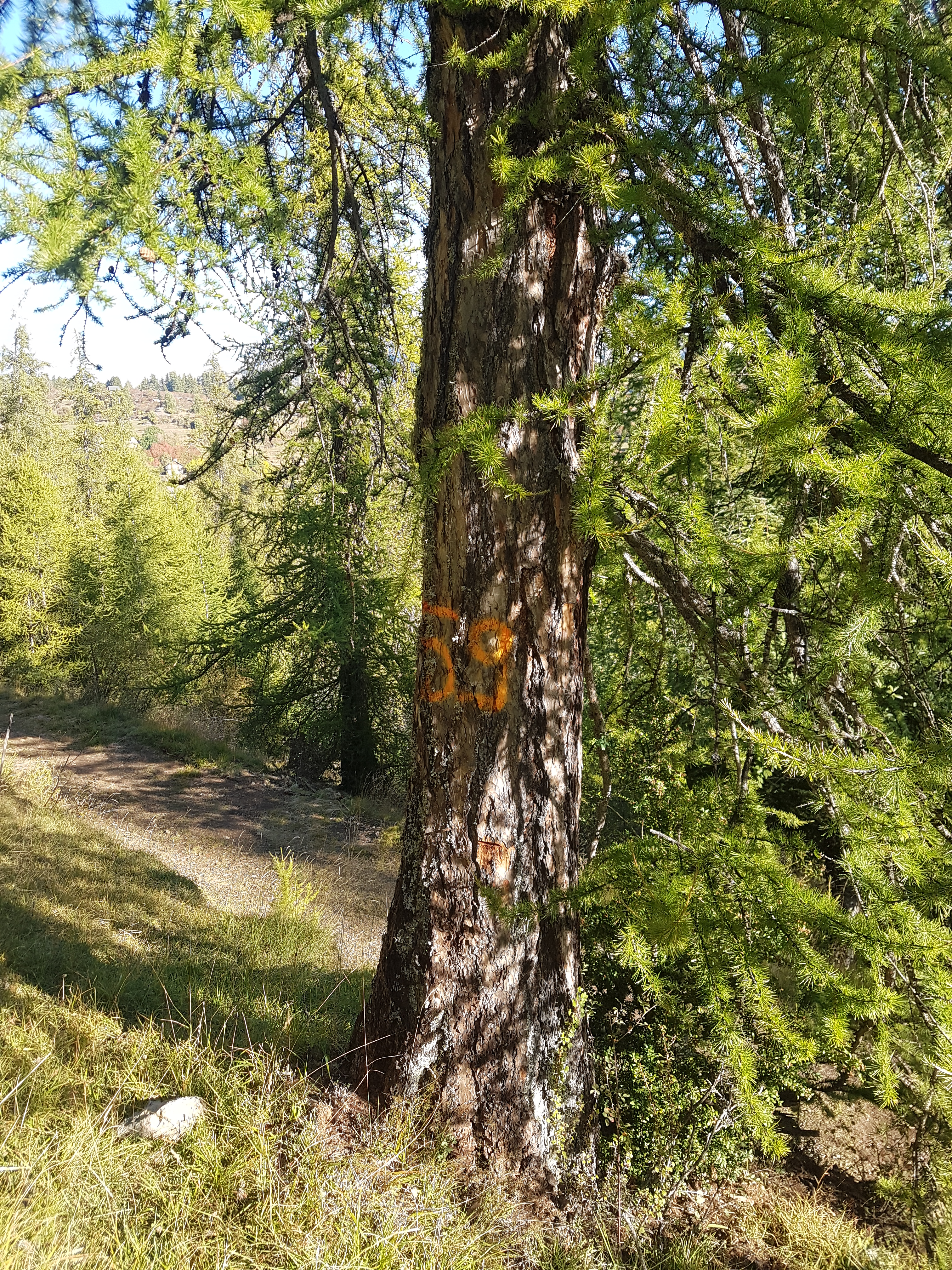
Numéro de lot.

## Produits dérivés
- La liqueur de mélèze élaborée à partir des fleurs.
- La bière aromatisée
- Réactif pour tanner le cuir[3].
- Huile essentielle de mélèze, riche en terpènes est connue pour ses vertus respiratoires, et stimulantes.
- La résine est utilisée pour ses propriétés  à usage médicinal ou pour la fabrication des vernis[4].

## Calendrier
Dans le calendrier républicain, Mélèze était le nom donné au 17e jour du mois de germinal.